# Trata de personas en Paraguay
Paraguay es un país con casos de tráfico de mujeres y menores sometidos a la trata de personas, específicamente la trata con fines de explotación sexual, así como para hombres, mujeres y niños en condiciones de trabajo forzado. La mayoría de las víctimas paraguayas de trata se encuentran en Argentina, España, Bolivia, Brasil, Chile, Francia, Corea del Sur y Japón. En 2009, 44 presuntas víctimas de trata paraguayas fueron detenidas en el Aeropuerto de Ámsterdam-Schiphol, y las autoridades neerlandesas arrestaron al presunto traficante. En otro caso, 13 mujeres paraguayas fueron encontradas en condiciones de prostitución forzada en un burdel en La Paz, Bolivia. Paraguay también fue un país de destino para 30 huérfanos indonesios, quienes supuestamente fueron traídos al país para un campamento de fútbol a largo plazo, pero que el gobierno sospecha son víctimas de trata.
La servidumbre doméstica involuntaria de hombres, mujeres y niños dentro de Paraguay sigue siendo un problema grave. Las personas indígenas están particularmente en riesgo de ser sometidas a trabajos forzados o prostitución forzosa, tanto en Paraguay como en el extranjero. Los niños pobres de áreas rurales son sometidos a explotación sexual comercial forzada y servidumbre doméstica en centros urbanos como Asunción, Ciudad del Este y Encarnación, y un número significativo de niños de la calle son víctimas de trata. Muchos migrantes indocumentados, algunos de los cuales podrían ser víctimas de trata, viajan a través de la zona de la Triple Frontera de Paraguay, Argentina y Brasil.
El gobierno de Paraguay no cumple completamente con los estándares mínimos para eliminar la trata de personas; sin embargo, está haciendo esfuerzos significativos para hacerlo. El gobierno aumentó los esfuerzos de aplicación de la ley contra los delincuentes de trata sexual, pero no proporcionó servicios adecuados a las víctimas de trata. Las revisiones del código penal fortalecieron la capacidad del gobierno para procesar casos internacionales de trata, pero no lograron prohibir adecuadamente los casos internos de trabajo forzado o prostitución forzada. Las autoridades paraguayas no han hecho avances discernibles en enfrentar actos de complicidad oficial. La Oficina de Monitoreo y Lucha contra la Trata de Personas (Office to Monitor and Combat Trafficking in Persons) del Departamento de Estado de Estados Unidos ubicó al país en el «Nivel 2» en 2017. En 2018, Paraguay registra al menos 300 casos por año de trata de personas que salen a la luz, y una mayoría de ellos es ignorado por las autoridades.
En Paraguay, se han identificado casos de trata de personas en los que los propios familiares son los tratantes. La trata con fines de explotación sexual y laboral es lo más común, y los familiares engañan a las víctimas aprovechando la confianza del parentesco. Las víctimas suelen ser mujeres adultas y niños, que son explotados sexual o laboralmente. En 2022, 194 personas fueron asistidas por estos delitos. Un informe de 2023 de la Oficina de Vigilancia revela que en Paraguay, la práctica del criadazgo es una forma común de trata infantil, afectando a aproximadamente 47 000 niños, muchos de ellos vulnerables al tráfico sexual y laboral.

## Enjuiciamiento
El artículo 129 del código penal de Paraguay de 1997, prohíbe el movimiento transnacional de personas con fines de prostitución, imponiendo penas de hasta seis años de prisión. Los artículos 129 (b) y (c) de un nuevo código penal, que entró en vigor en julio de 2009, prohíben la trata transnacional con fines de prostitución y trabajo forzado mediante el uso de la fuerza, amenazas, engaños o tretas, imponiendo penas de hasta doce años de prisión.
El Informe sobre la Trata de Personas de 2010 del Departamento de Estado de los Estados Unidos consideró que todas estas penas prescritas son suficientemente severas y conmensurables con las penas prescritas para otros delitos graves, como la violación.
La ley paraguaya no prohíbía específicamente la trata interna, y los fiscales recurrían a los estatutos de explotación de la prostitución y secuestro, así como a otras disposiciones del código penal, para enjuiciar casos de trata con fines de explotación sexual comercial o trabajo forzado que ocurrían completamente dentro de Paraguay. En 2013, se creó la Ley 4.788 "Integral contra la Trata de Personas del Paraguay", planteando por primera vez una herramienta legal para combatir este crimen.
Durante el período del Informe sobre la Trata de Personas de 2010, las autoridades paraguayas abrieron investigaciones en al menos 138 posibles casos de trata, en comparación con 43 casos en 2008. Las autoridades imputaron a 47 delincuentes de trata y obtuvieron la condena de dos delincuentes de trata, quienes recibieron sentencias de dos años. Estos esfuerzos representaron una disminución en el número de condenas y la duración de las sentencias respecto al año anterior, cuando cuatro delincuentes de trata fueron condenados a seis años de prisión cada uno. Según el Informe sobre la Trata de Personas de 2023 del Departamento de Estado de los Estados Unidos, «la Ley Integral contra la Trata de Personas 4788/12 criminalizó la trata sexual y la trata laboral y prescribió penas de hasta ocho años de prisión para los casos que involucran a víctimas adultas y de dos a veinte años de prisión para aquellos que involucran a víctimas infantiles», pero «el uso de fuerza, fraude y coerción» en tales crímenes es «inconsistente con la ley internacional».
Además de la división de trata de personas en Asunción y una unidad existente en Puerto Elsa, la Policía estableció unidades antitrata en Coronel Oviedo, Encarnación, Caaguazú y Ciudad del Este en 2009. El gobierno dedicó un total de 33 empleados a los esfuerzos de aplicación de la ley contra la trata. Sin embargo, durante el último año, algunos funcionarios del gobierno, incluidos policías, guardias fronterizos, jueces y funcionarios electos, supuestamente facilitaron los crímenes de trata al sobornos de los delincuentes de trata. Otros funcionarios supuestamente socavaron las investigaciones, alertaron a los presuntos delincuentes de trata sobre arrestos inminentes o liberaron a los delincuentes de trata de la cárcel. Las autoridades paraguayas no tomaron medidas discernibles para investigar o enjuiciar estos actos de complicidad relacionados con la trata. El gobierno continuó trabajando estrechamente con gobiernos extranjeros en sus esfuerzos de aplicación de la ley: las autoridades paraguayas extraditaron a un delincuente de trata a Argentina, y un fiscal del gobierno trabajó estrechamente con sus homólogos del gobierno boliviano en el caso de 12 paraguayos sometidos a prostitución forzada en La Paz.

## Prevención
El gobierno de Paraguay mantuvo asociaciones con organizaciones no gubernamentales y organizaciones internacionales en los esfuerzos contra la trata, y trabajó con un socio internacional en una campaña publicitaria que promovía los números de contacto de las líneas directas utilizadas por las unidades policiales antitrata. El gobierno también forjó alianzas con los gobiernos de los países vecinos y organizó dos seminarios antitrata con expertos brasileños y argentinos; 300 personas asistieron al seminario en Asunción. La Secretaría de la Mujer (hoy Ministerio de la Mujer) realizó 12 talleres regionales destacando la respuesta del gobierno local a la trata de personas, con un total de 1000 participantes. El gobierno patrocinó a un experto en trata de personas para capacitar a los cancilleres paraguayos en España, Italia y Argentina sobre cómo manejar casos de trata de personas. El gobierno no informó de esfuerzos para reducir la demanda de actos sexuales comerciales o trabajo forzado. Paraguay no era un destino muy conocido para los turistas sexuales infantiles, aunque se informa que ciudadanos extranjeros de países vecinos participan en el tráfico de menores en Ciudad del Este. El gobierno proporcionó capacitación en derechos humanos, que incluyó un componente sobre trata de personas, a las tropas desplegadas en misiones de paz internacionales.